# Trotteur (marche)
Pour les articles homonymes, voir Trotteur (homonymie).

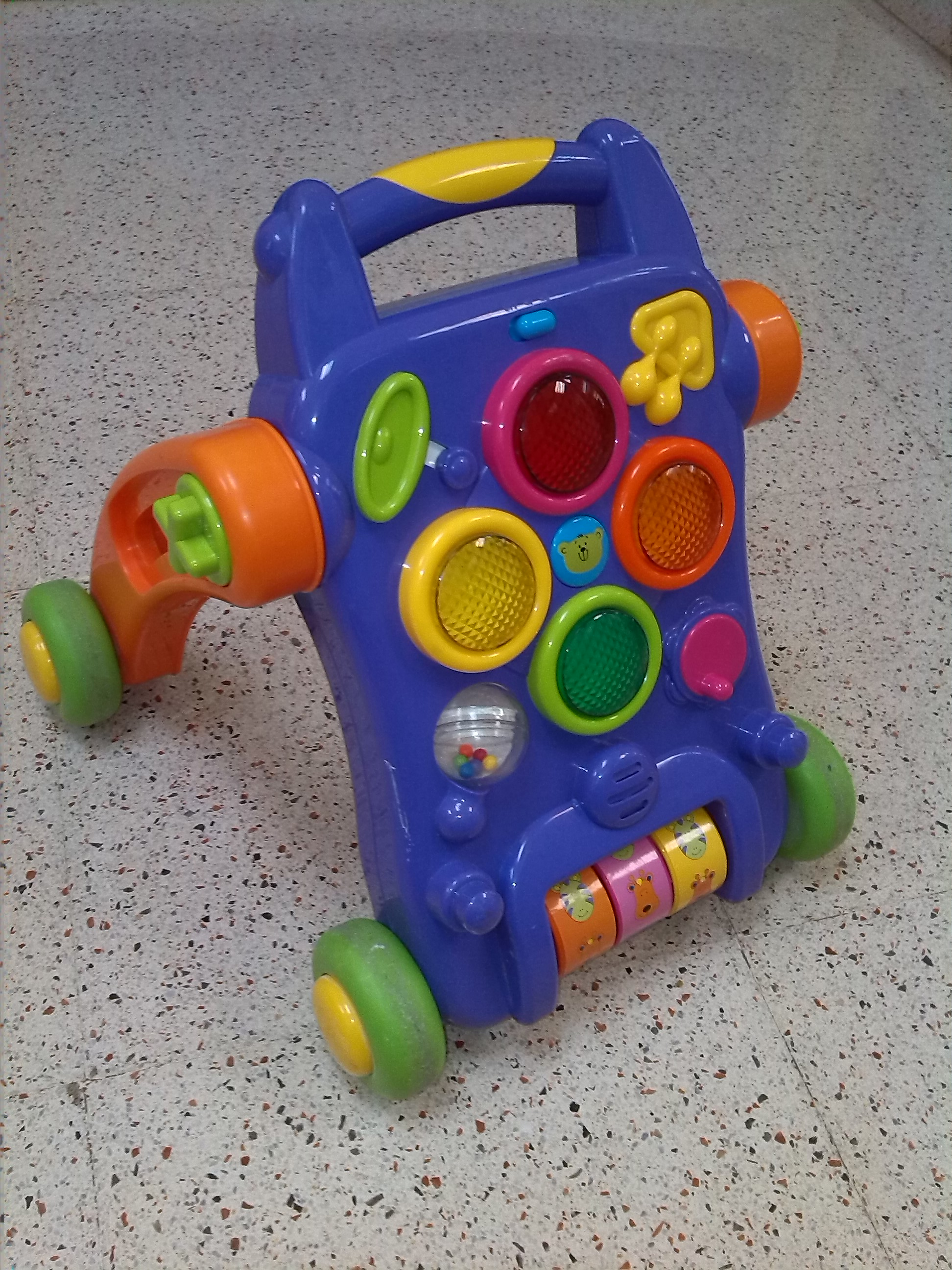
« Trotteur d'éveil » pour bébé.

Un trotteur, appelé aussi dans les années 1920 promenette ou trotte-bébé, est un petit appareil roulant, à hauteur d’appui pour les jeunes enfants qui le font avancer par leurs mouvements, sans courir le risque de tomber. Ce tuteur à roulettes est généralement conçu pour des enfants âgés entre 4  et   16 mois et est notamment utilisé pour favoriser leur apprentissage de la marche.
Il peut aussi désigner plus spécifiquement un youpala qui est un appareil composé d'un cadre ou cerceau à roulettes et d'un dispositif destiné à soutenir le corps et les jambes d'un jeune enfant (généralement une assise ceinturée à ce cadre, ce harnais étant parfois suspendu à une tablette montée sur roues). Cependant, les professionnels de la petite enfance, notamment les psychomotriciens, contre-indiquent l'utilisation de cet outil. En effet, ce dernier nuirait à un développement psychomoteur fluide et harmonisé de l'enfant du fait du non-respect de son rythme développemental.

## Histoire
Les premières traces iconographiques de trotteur remontent au XVe siècle : les jeunes garçons ou filles, tous en robe à cette époque, sont placés dans un tuteur de bois ou d’osier, muni de roulettes, appelé tintebin ou tourniquet. Ce dispositif devient un objet commun dans les foyers anglo-saxons dans les années 1960 avant de se répandre dans les pays occidentaux.

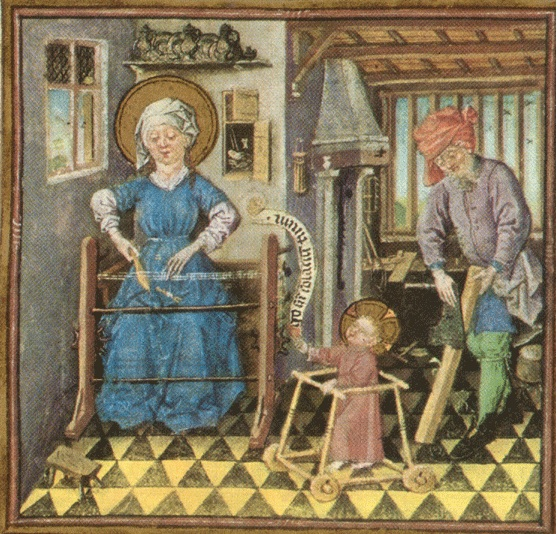
Enluminure du Livre d'Heures de Catherine de Clèves (c. 1440) : dans La Sainte famille au travail, Jésus est en trotteur
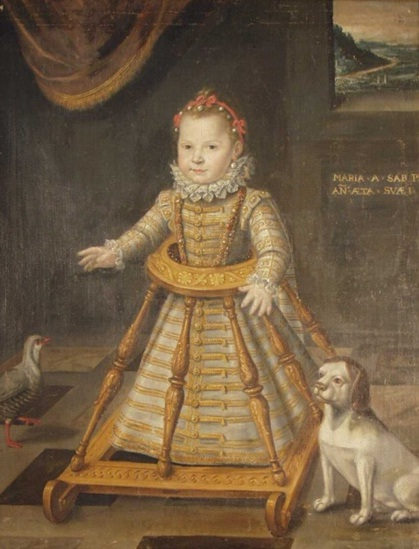
Enfant dans un porteur, 1595/1596

## Utilisations

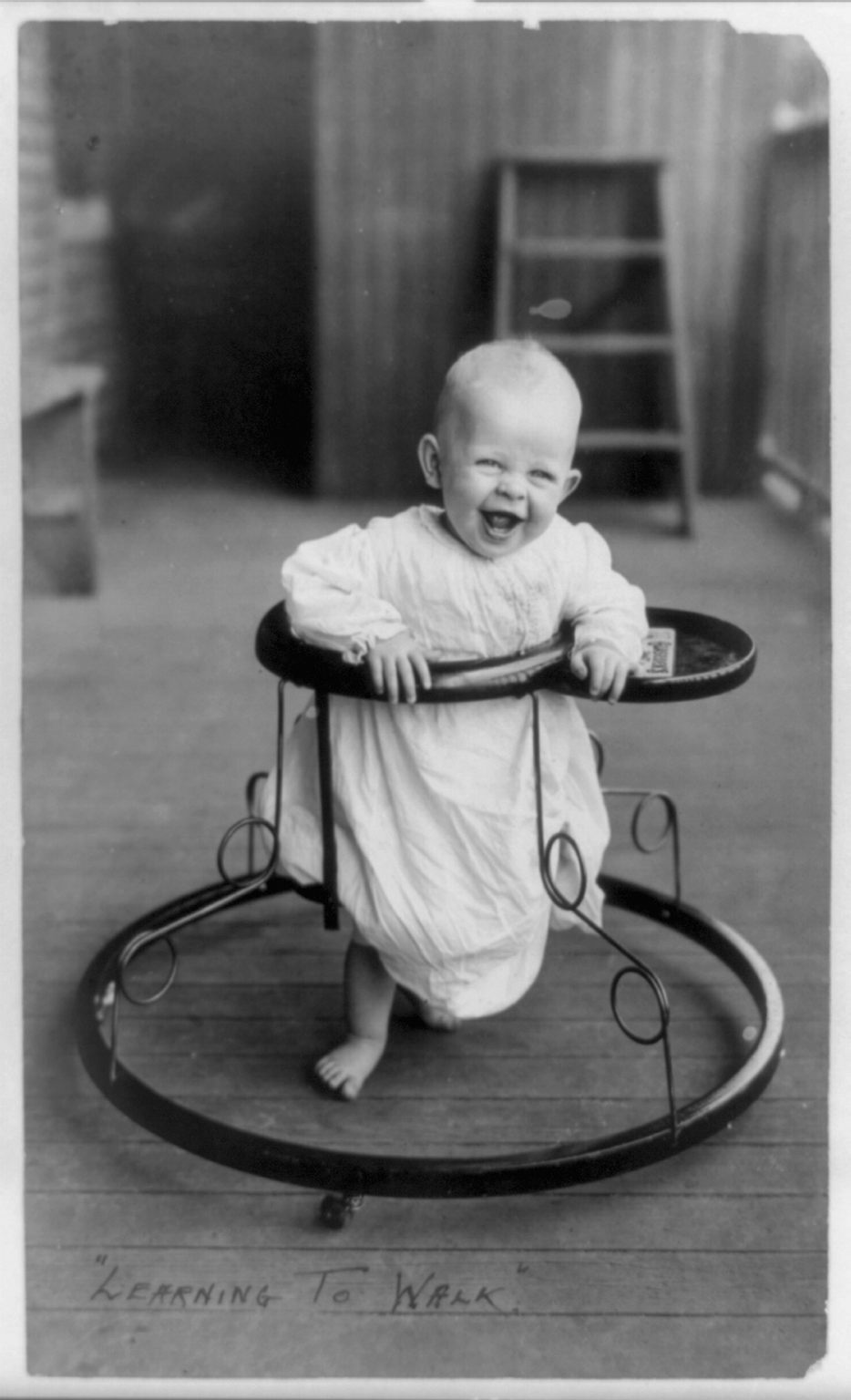
Un youpala, circa 1905.

Le taux d'utilisation du trotteur varie entre 42 et 92 % selon les pays. Les motivations des parents quant à son usage sont : accélération de l'acquisition de la marche (13 à 72 %), commodité (9 à 34 %), amusement de l'enfant (11 à 26 %), aspect sécurisant à de nombreux parents (33 à 66 %).
De nombreuses publications médicales et de statistiques, dès le milieu des années 1960, montrent cependant des taux d'accidents élevés dus à la pratique du youpala et qu'il peut retarder l'acquisition de la marche en cas d'utilisation intensive ou trop précoce.
En raison de ces dangers, la vente de porteurs pour bébés est interdite au Canada le 7 avril 2004. Le Canada est le premier pays au monde à interdire la vente, l'importation et la publicité de porteurs pour bébés.

## Trotteurs, porteurs et draisiennes
À la suite des nombreux accidents causés par les youpala, de nombreux parents se sont tournés vers les trotteurs à califourchon ou porteurs bébés pour l'apprentissage de la marche.
Ces petits véhicules à roulettes sont par ailleurs une étape vers l'apprentissage du vélo en passant par la draisienne. 